# Highflyer (häst)
Highflyer, född 1774, död 18 oktober 1793, var ett engelskt fullblod. Han var obesegrad under hela tävlingskarriären, och blev senare en mycket framgångsrik avelshingst.

## Bakgrund
Highflyer föddes upp av Sir Charles Bunbury, 5th Baronet vid Great Barton 1774. Highflyer var en brun hingst efter Herod och efter Rachel (efter Blank). Highflyer var en halvbror till Mark Anthony (f. 1767 e. Spectator) som födde Aimwell, som segrade i Epsom Derby.

## Karriär
Highflyer gjorde sin första start i oktober 1777 som treåring på Newmarket, som han segrade i. Vid denna tid började det bli en trend att starta  fullblod i yngre åldrar, istället för fem års ålder, som var vanligt innan. Han återvände till Newmarket året därpå och slog ut sin jämnåriga konkurrenter i både juli- och oktobermeetet. 1779 vann han ytterligare två löp innan Lord Bolingbroke sålde honom till Richard Tattersall för 2 500 pund. Highflyer fortsatte att tävla och avslutade sedermera sin tävlingskarriär obesegrad på 14 starter.

### Som avelshingst

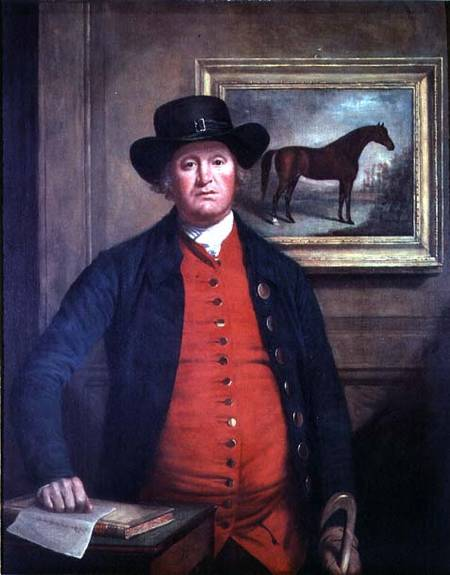
Richard Tattersall.

Tattersalls plan för Highflyer var att göra honom rik, något som verkligen lyckades. Planen bestod av två huvudpunkter. Först skulle Tattersall avla Highflyer till så många ston som möjligt och få in intäkter från avelsavgiften. För att hjälpa till att åstadkomma detta ställde han sin hingst på sin gård Red Barns, för en avgift på 15 guineas, vilket så småningom höjdes till 50 guineas. Hans andra taktik var att köpa upp så många döttrar till Eclipse som han kunde, avla de med Highflyer och sälja fölen. Detta skulle kombinera Herods och Eclipses blod, och producera några utmärkta kapplöpningshästar som skulle utgöra grunden för det moderna fullblodet. Det har gjorts uppskattningar att Tattersall tjänade minst 15 000 pund varje år på uppfödningar från Highflyer, från vilken han byggde en herrgård med det passande namnet Highflyer Hall.
Tattersall var dock snabb med att ge Highflyer erkännande för sin ekonomiska framgång. Då Highflyer dog den 18 oktober 1793 begravdes han i sin hage, och hans ägare gav den stora hästen epitafiet: "Här ligger den perfekta och vackra symmetrin hos den mycket beklagade Highflyer, av vilken och hans underbara avkomma den hyllade Tattersall förvärvade en ädel förmögenhet, men skämdes inte för att erkänna det."
Highflyer var den ledande avelshingsten i 15 år (1785–1796, 1798), under vilken tid han producerade 469 vinnare, inklusive tre Derby-vinnare, tre St. Leger-vinnare och en Epsom Oaks-vinnare.

### Originalcitat
1. ↑  Here lieth the perfect and beautiful symmetry of the much lamented Highflyer, by whom and his wonderful offspring the celebrated Tattersall acquired a noble fortune, but was not ashamed to acknowledge it.